# Kasséré
Kasséré  è una città, sottoprefettura e comune della Costa d'Avorio, situata nel dipartimento di Boundiali. Conta una popolazione di 23 983 abitanti (censimento 2014).